# Автрамат
Харьковский завод «Поршень» (ООО «АВТРАМАТ») — украинское производственное предприятие, которое изготовляет поршни к двигателям легковых и грузовых автомобилей, автобусов, сельхозтехники, тепловозным и судовым дизелям, компрессорам. Предприятие владеет полным циклом создания поршней и выпускает продукцию для заводов ВАЗ, КАМАЗ, МеМЗ (ЗАЗ) и многих других.

## История

### 1930—1991
15 июня 1930 года наркомата местной промышленности УССР подписал указ «О создании на базе авторемонтных мастерских в г. Харькове завода „ПОРШЕНЬ“». Через два года завод стал предприятием союзного подчинения. В 1934 году было принято решение о реконструкции предприятия, после чего была сформирована полная структура со всеми необходимыми подразделениями.
В 1940 году на заводе было освоено производство миномётных мин. В связи с приближением к Харькову линии фронта, в 1941 году завод был эвакуирован в Омск. В январе-феврале 1942 года был осуществлён монтаж оборудования на новом месте, 15 марта 1942 года предприятие начало выпуск корпусов 82-мм миномётных мин, а с 15 апреля 1942 года — цилиндров к трактору-тягачу ЧТЗ.
Восстановительные работы на заводе начались сразу после освобождения Харькова в 1943 году, а уже на следующий год заработал ряд цехов, продолжая производство боеприпасов. Продукция военного назначения составляла 80 % от общего объёма.
В 1948 году прошла вторая реконструкция завода, после которой завод приобрёл следующую специализацию: поршни, поршневые пальцы и гильзы цилиндров. В 1958 году был введён в строй алюминиево-литейный цех, позволивший перейти на алюминиевые сплавы взамен чугунных. В 1970-е годы осуществляется ввод дополнительных мощностей, связанный с производством трактора Т-150 с дизельным двигателем СМД-60.

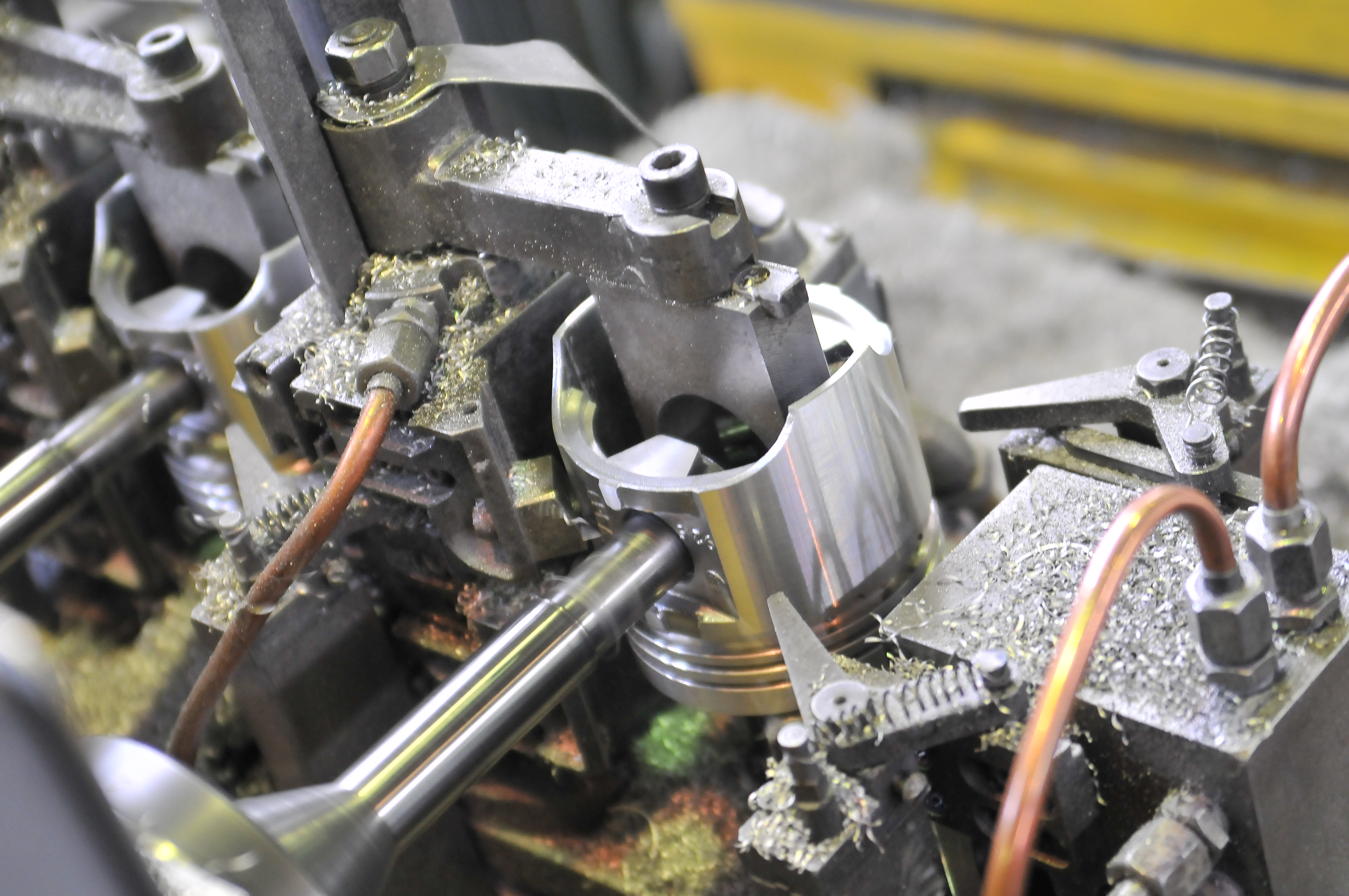
Расточка пальцевого отверстия

В 1976 году было создано производственное объединение «Харьковтракторозапчасть», в состав которого в качестве головного завода вошёл «Поршень». В 1983 году завод теряет монополию на производство поршневых пальцев в стране, так как по решению министерства тракторного и сельскохозяйственного машиностроения СССР часть производства передаётся на другие заводы.
В конце 1970-х на территории завода было начато и 1982 году — завершено строительство бомбоубежища на 1200 человек.
В 1985 году на заводе начинается освоение продукции для АвтоВАЗа. Завершающим годом в определении специализации завода поршень стал 1989 год, когда производство гильз цилиндров было перенесено в Киев.

### После 1991
После провозглашения независимости Украины, в 1992 году произошло акционирование объединения «Харьковтракторозапчасть», в результате которого завод «Поршень» был выделен в самостоятельное предприятие и преобразован в ЗАО «Автрамат» (аббревиатура АВТРАМАТ означала «АВтомобильные ТРАкторные МАтериалы и Технологии»).
В 1998 году ЗАО «Автрамат» было преобразовано в ОАО «Автрамат».
В декабре 2003 года на заводе установили контрольно-измерительную машину LH-54 производства фирмы «Wenzel».
20 января 2004 в состав ОАО «Автрамат» вошли ОАО «Змиёвский машиностроительный завод» и АОЗТ «Украинские моторы».
17 февраля 2005 в состав ОАО «Автрамат» вошла ООО «Холдинговая компания „Аканти“», специализацией которой являлось литьевое производство.
В первом полугодии 2005 года Мелитопольский моторный завод начал устанавливать поршни, изготовленные на ОАО «Автрамат», на выпускаемые двигатели объемом 1,1 л. для автомашин «Таврия».
15 июня 2005 завод отпраздновал своё 75-летие.
14 декабря 2005 заводом был выпущен 30-миллионный поршень ВАЗ.
2005 год завод завершил с убытком в размере 1,442 млн гривен, сократив объёмы производства продукции на 1,8 %.
В январе 2006 года завод освоил выпуск новой продукции: поршня 21128.1004015Н для автомобилей ВАЗ-21108 «Премьер», ВАЗ-21104-28 и ВАЗ-21124-28 с рабочим объёмом двигателя 1,8 л. (серийный выпуск которого был начат в марте 2006 года).
Начавшийся в 2008 году экономический кризис и вступление Украины в ВТО в мае 2008 года осложнили положение завода. До конца октября 2008 года завод работал в штатном режиме, но 30 октября 2008 года технический директор ОАО «Автрамат» А. Белогуб сообщил о намерении перевести предприятие на четырёхдневную рабочую неделю, в декабре 2008 года завод приостановил производство.
В декабре 2008 года Ульяновский моторный завод провел официальные стендовые испытания двигателя с поршнями производства ОАО «АВТРАМАТ» и оснащенными поршневыми кольцами производства ОАО «КАМАЗ». Испытания проводились в соответствии с ГОСТ 14846-81 и подтвердили качество поршней.
2008 год завод завершил с убытком в размере 1,797 млн гривен, 2009 год — с прибылью 4,046 млн гривен.
В 2009—2010 завод заменил две газовые плавильные печи на индукционные электропечи «EGES Ultramelt» турецкого производства, ввёл в эксплуатацию спектральную установку «SPECTROMAXX F» немецкого производства, а также реконструировал системы водоснабжения и отопления, что позволило сократить потребление природного газа.
1 августа 2014 завод остановил производственную деятельность и 6 ноября 2014 ОАО «Автрамат» объявило о своей ликвидации, началось увольнение работников.
В 2015 году на базе ОАО «Автрамат» было создано новое общество с ограниченной ответственностью «Автрамат». К ООО «Автрамат» перешло право использовать логотип и товарный знак «Автрамат». Значительная часть производственного оборудования была перевезена в новые просторные цеха, модернизирована и переоснащена в условиях технического прогресса[стиль].

## Качество

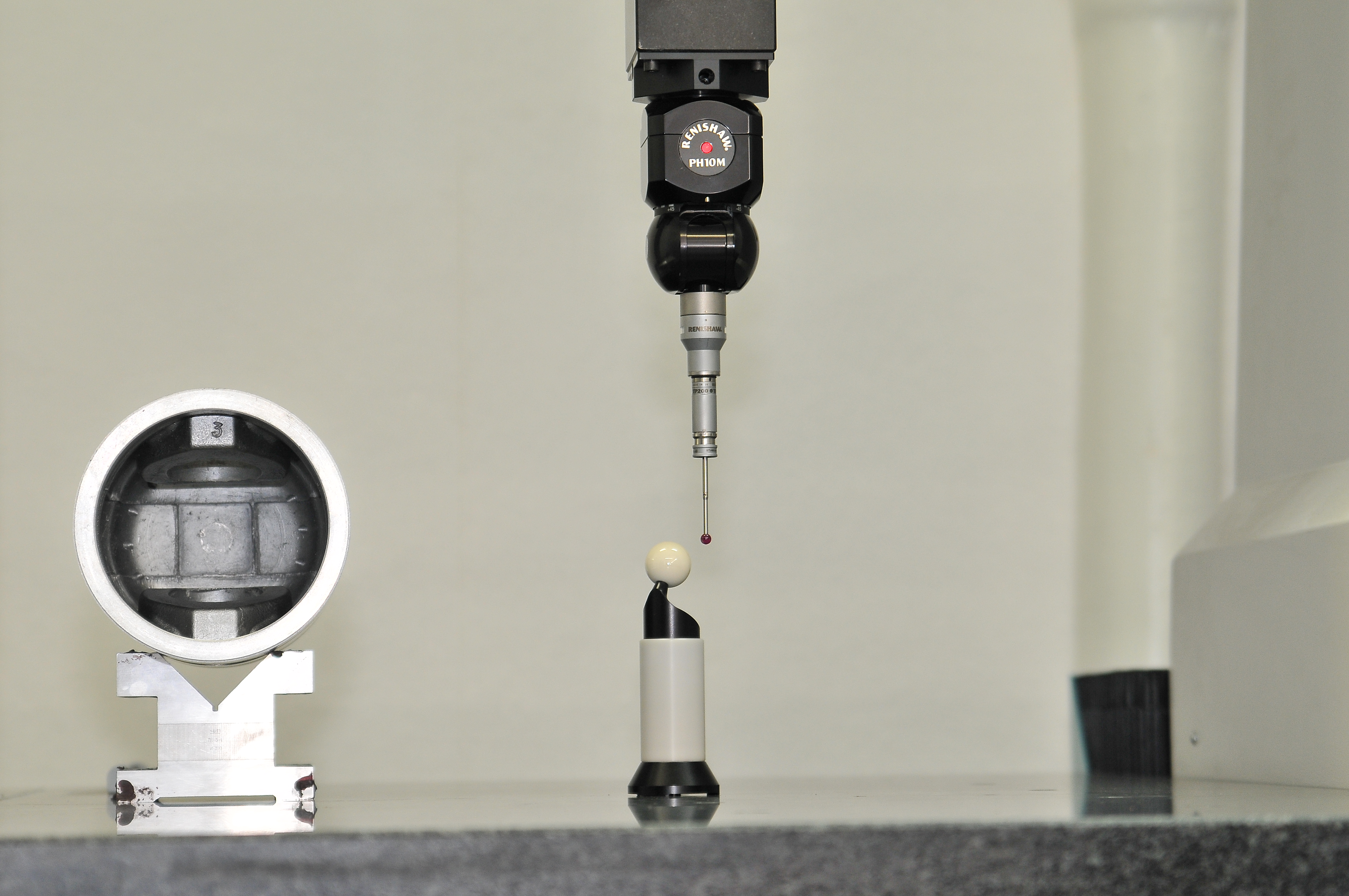
Проверка геометрии поршня

Система менеджмента качества предприятия была сертифицирована на соответствие требованиям ДСТУ ISO 9001-2009 в УкрСЕПРО (область сертификации — производство узлов и деталей автомобильных бензиновых и дизельных двигателей внутреннего сгорания, узлов и деталей тракторных и комбайновых дизелей), а также международного стандарта ISO 9001:2008 (область сертификации — разработка, испытания и производство узлов и деталей к бензиновым и дизельным автомобильным двигателям, тракторным, комбайновым, локомотивным и судовым дизелям, компрессорам и мотоблокам).

## Продукция
Завод производит поршни для дизельных двигателей диаметром от 95 до 150 мм, такие поршни выполняют толстостенными, высокими, с массивным днищем и бобышками. Поршни использовались для двигателей Камского автомобильного завода, Ярославского моторного завода, Владимирского моторо-тракторного завода, Алтайского моторного завода, Харьковского моторного завода, Минского моторного завода. К группе дизельных поршней относятся поршни для тепловозов, которые на заводе выпускались трёх типов.
Поршни для бензиновых двигателей представляют класс легких тонкостенных поршней и выпускались на заводе с диаметром от 72 до 100 мм. Продукция завода использовалась для двигателей АвтоВАЗ, Заволжского моторного завода, Завода им. Лихачёва, Ульяновского моторного завода, Мелитопольского моторного завода. Тонкостенные компрессорные поршни имели, как правило, цилиндрическую форму. Завод производил поршни диаметром от 60 до 156 мм для компрессоров производства Ауриды, Гомельского завода пусковых двигателей.
ОАО «Автрамат» выпускало также поршневые пальцы.